# Boris Wilkicki
Boris Andriejewicz Wilkicki (ros. Борис Андреевич Вилькицкий; ur. 3 kwietnia 1885 w Pułkowie, zm. 6 marca 1961 w Brukseli) – rosyjski hydrograf, geodeta i odkrywca.

## Życiorys
Był wnukiem Hipolita, obywatela powiatu borysowskiego i synem Andrzeja, także podróżnika i geografa. Absolwent Akademii Marynarki Wojennej w Petersburgu z 1908 roku. Brał udział w wojnie przeciw Japonii w latach 1904–1905. W okresie 1913–1915 prowadził ekspedycję arktyczną na morza Oceanu Arktycznego, która korzystała ze statków Tajmyr i Wajgacz.
W 1913 roku jego wyprawa odkryła Ziemię Północną, oraz wyspę nazwaną później jego imieniem (Wyspa Wilkickiego) i wyspę Mały Tajmyr. Pomiędzy 1914 i 1915 rokiem jego grupa, jako pierwsza, przepłynęła z Władywostoku do Archangielska, odkrywając Wyspę Nowopaszennij (obecnie Żochowa).
W 1918 roku Wilkicki został dowódcą radzieckiej ekspedycji polarnej, która jednak nie doszła do skutku. W dwa lata później wyemigrował do Wielkiej Brytanii. W 1923 i 1924 przewodził komercyjnym wyprawom na Morze Karskie, na zlecenie radzieckich przedsiębiorstw handlu zagranicznego.
Następnie pracował jako hydrograf w Kongu Belgijskim, zmarł w Brukseli w 1961 roku.

## Upamiętnienia
- Wyspa Wilkickiego na Morzu Karskim
- Wyspa Wilkickiego w grupie Wysp De Longa
- Cieśnina Wilkickiego – cieśnina pomiędzy Ziemią Północną i półwyspem Tajmyr
- Zalew Wilkickiego – zatoka w północno-zachodniej Nowej Ziemi
- Wyspy Wilkickiego – grupa wysp w archipelagu Nordenskiölda
- Wyspy Wilkickiego w archipelagu Wysp Komsomolskiej Prawdy